# Мочар
Заповідне урочище «Мочар» (втрачене) було оголошене рішенням Івано-Франківського Облвиконкому № 166 від 17.05.1983 року на землях колгоспу «ім. Шевченка» (с. Ценява).

## Характеристика
Площа — 134,7 га.

## Скасування
Станом на 1 січня 2016 року об'єкт не міститься в офіційних переліках територій та об'єктів природно-заповідного фонду, оприлюднених на Єдиному державному вебпорталі відкритих даних http://data.gov.ua/ [Архівовано 4 травня 2016 у Wayback Machine.]. Проте ні в Міністерстві екології та природних ресурсів України, ні у Департаменті екології та природних ресурсів Івано-Франківської обласної державної адміністрації відсутня інформація про те, коли і яким саме рішенням було скасовано даний об'єкт природно-заповідного фонду. Таким чином, причина та дата скасування на сьогодні не відома. Вся інформація про стоворення об'єкту взята із текстів зазначених у статті рішень обласної ради, що надані Державним управлянням екології та природних ресурсів Івано-Франківської області Всеукраїнській громадській організації «Національний екологічний центр України». Відповідно до листа Міністерства екології та природних ресурсів України № 9-04/18-16 від 11.01.2016 року «Щодо надання роз'яснення», з якого слідує, що вся інформація про установи природно-заповідного фонду є відкритою.